# Moermanskkade

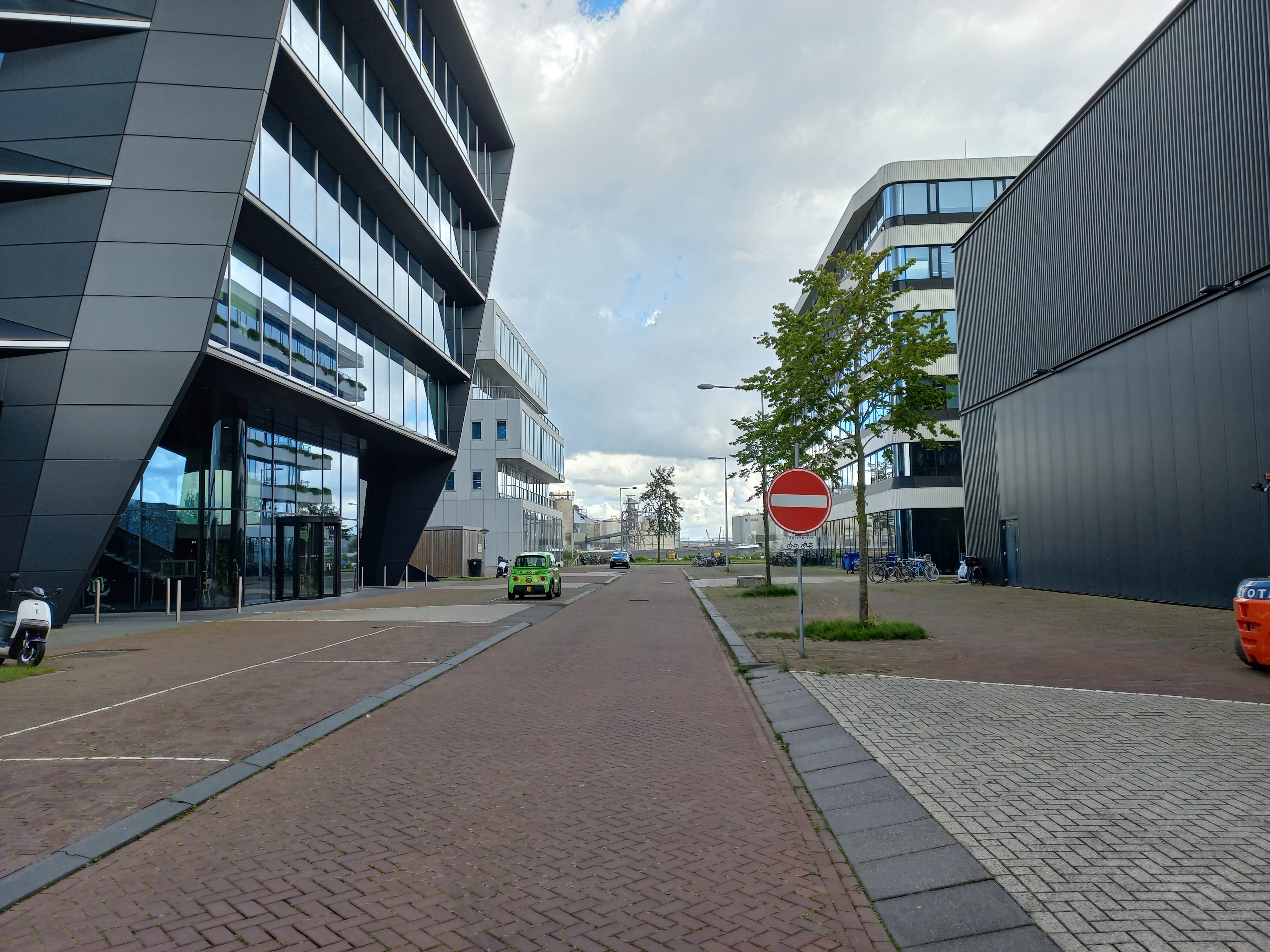
Moermanskkade met op de achtergrond Minervahaven (juli 2024)

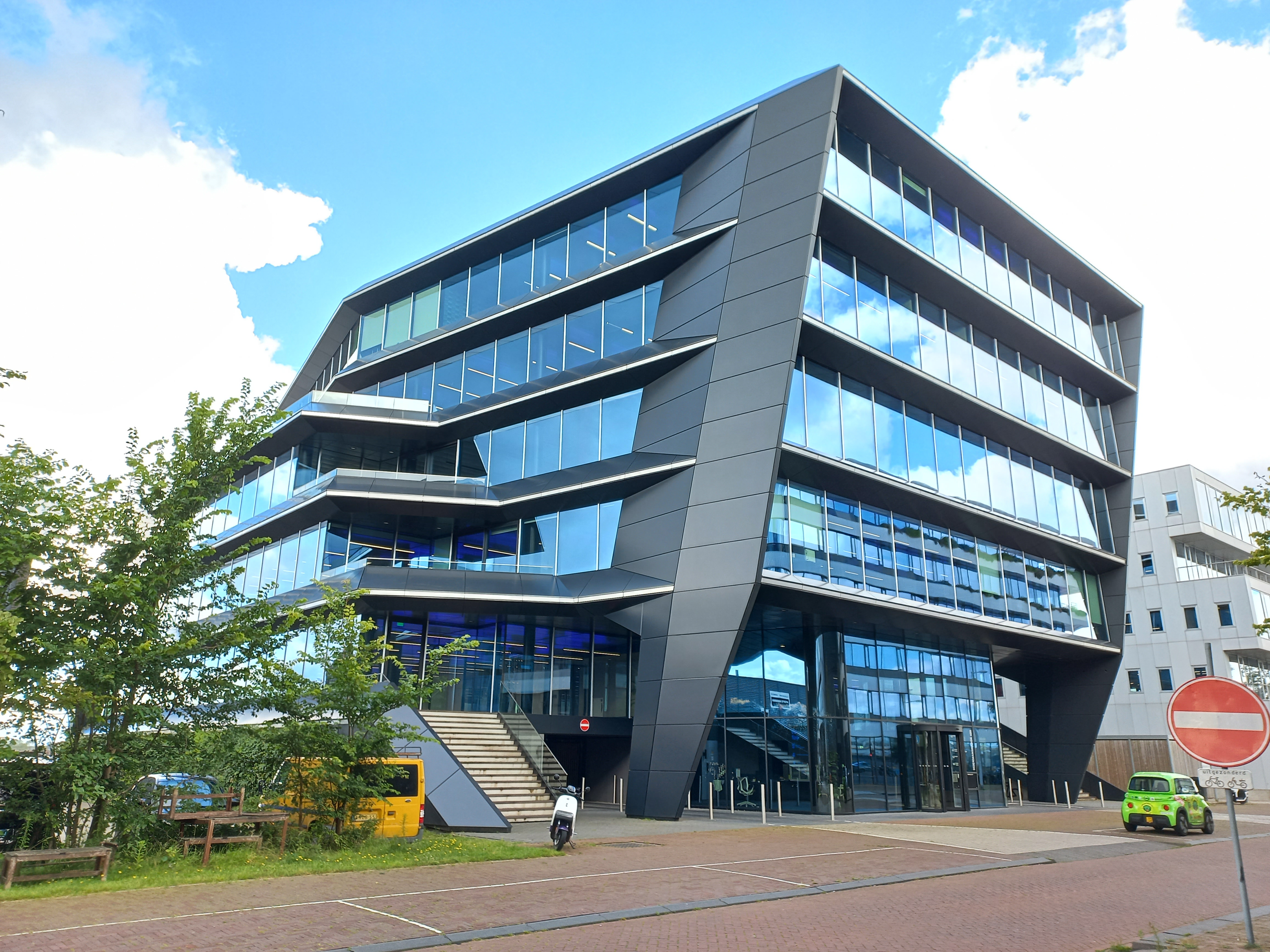
Moermanskkade 600 (juli 2024)

De Moermanskkade is een relatief onbekende straat annex kade in Amsterdam-Westpoort.
De kade verwijst naar de oevers van de Minervahaven en Mercuriushaven, waarop een 500 meter lange straat is neergelegd. Eeuwenlang vonden er hier al havenwerkzaamheden plaats, die echter in de 21e eeuw steeds meer in gedrang kwamen vanwege oprukkende bedrijven- en woningbouw. De plaats in de havens leidde ter plaatste tot de instelling van een soort bedrijventerrein, daar waar elders de Houthavens te maken kregen met bewoning. 
De Moermanskkade is een soort "cul-de-sac"; zowel het verkeerstechnische begin als eind zijn gekoppeld aan de Koivistokade. Straten in dit havengebied werden vernoemd naar havensteden; in dit geval naar het Russische Moermansk, de Archangelkade uit 1940 naar Archangelsk en Koivistokade naar de oude Finse naam van Primorsk. De kade kreeg haar naam tussen 2004 (Stadsatlas kent hem niet) en 2013 (eerste gepubliceerde officiële bekendmaking).

## Bebouwing
De bebouwing is navenant 21e eeuws. Het opvallendst gebouw The Flow (2019) is door Roberto Meyer van MVSA ontworpen en is deels ook bij hun in gebruik. Dat gebouw (Moermanskkade 600) valt op door het vele rechte en soms gebogen glas geplaatst binnen een veelal horizontaal stramien. De horizontale gevelelementen breken de verticale glasbelijning. Wat verder opvalt aan het gebouw is de schuin naar voren overhellende voorgevel en de twee trappen langs de zijkant van het gebouw, die uitgevoerd is met hoekige gevelelementen. Het gebouw behoort tot de zogenaamde “postzegelarchitectuur”, de plattegrond van het gebouw en de bouwmogelijkheden (hier tussen straat en haven) zijn beperkt en moeten passen binnen een vooraf bepaald beeld.